# Yang Shaoqi
Yang Shaoqi (chiń. 杨绍崎; ur. 8 lutego 1976) – chińska szermierka, szpadzistka, brązowa medalistka igrzysk olimpijskich i srebrna medalistka mistrzostw świata. 
Na igrzyskach olimpijskich w Sydney w 2000 roku wspólnie z Li Na i Liang Qin zdobyła brązowy medal w zawodach drużynowych. W rywalizacji indywidualnej zajęła 23. miejsce.
Podczas mistrzostw świata w Seulu w 1999 roku razem z Liang Qin i Li Na wywalczyła srebrny medal w rywalizacji drużynowej. 
Zdobyła ponadto złote medale w zawodach drużynowych na igrzyskach azjatyckich w Pekinie w 1990 roku oraz podczas igrzysk azjatyckich w Bangkoku w 1994 roku. 

## Osiągnięcia
Konkurencja: szpada
Igrzyska olimpijskie
- drużynowo (2000)